# Kevin Burnham
Kevin Lobdell Burnham (New York-Queens, 1956. december 21. – 2020. november 27.) olimpiai bajnok amerikai vitorlázó.

## Pályafutása
Három olimpián vett részt a 470-es osztályban versenyezve. Az 1992-es barcelonai olimpián ezüstérmes, négy év múlva az atlantai olimpián nyolcadik helyezett lett Morgan Reeserrel. A 2004-es athéni olimpián olimpiai bajnok lett Paul Foersterrel.

## Sikerei, díjai
- Olimpiai játékok – 470-es osztály
  - aranyérmes: 1992, Barcelona
  - ezüstérmes: 2004, Athén